# Jarkovói járás

A Jarkovói járás a Tyumenyi területen

A Jarkovói járás (oroszul Ярковский муниципальный район) Oroszország egyik járása a Tyumenyi területen. Székhelye Jarkovo.

## Népesség
- 1989-ben 26 418 lakosa volt.
- 2002-ben 25 074 lakosa volt, melyből 13 950 orosz, 8 265 tatár, 1 543 csuvas, 316 komi, 229 ukrán, 176 német, 107 örmény, 92 fehérorosz, 50 azeri stb.
- 2010-ben 23 184 lakosa volt, melyből 13 293 orosz, 7 538 tatár, 1 161 csuvas, 221 komi, 184 ukrán, 115 német, 99 örmény, 79 fehérorosz, 59 tádzsik, 58 azeri stb.